# The Shade
«The Shade» (estilizada en mayúsculas) es una canción interpretada por el músico británico Rex Orange County. Fue publicada el 11 de marzo de 2022 como la octava canción de su cuarto álbum de estudio, Who Cares?

## Recepción

### Respuesta crítica
Kirsten Kizis, escribiendo para Beyond the Stage comentó que la canción “tiene uno de los mejores beats del álbum. La guitarra eléctrica tiene un aire vintage y nostálgico. Otros instrumentos como el piano y el triángulo aparecen más adelante en la pista, recuperando el tema musical que recorre todo el álbum”. Sean Eifert de The Post escribió: “Una de las canciones más cursi del álbum, se siente como un regreso a las raíces de Rex. Esta canción es claramente diferente de los álbumes anteriores, pero recuerda a los trabajos anteriores de todos modos”.
Sarah Taylor de Gigwise dijo que «THE SHADE» “es un número maravilloso defraudado por su lirismo cliché y el hecho de que suena demasiado similar a su gran éxito de 2017, «Loving is Easy»”, mientras que The Guardian la calificó como uno de los momentos destacables del álbum.

### Rendimiento comercial
A pesar de que la canción no fuera publicada como sencillo, se convirtió en un éxito comercial en países del Sudeste Asiático, alcanzando el puesto #11 en Indonesia, #10 en Malasia, #3 en Filipinas y #12 en Singapur. 

## Créditos
Músicos
- Rex Orange County — voz principal y coros, arreglos, teclado, piano
- Benny Sings – arreglos, coros, teclado, programación
- Joe MacLaren – bajo eléctrico

Personal técnico
- Joe LaPorta – masterización
- Ben Baptie – mezclas, ingeniero de audio
- Tom Archer – asistente de mezclas

## Posicionamiento
| Gráfica (2022)                                          | Pico de posición |
| ------------------------------------------------------- | ---------------- |
| Filipinas (Billboard Philippines Songs)                 | 3                |
| Malasia (RIM)                                           | 10               |
| Indonesia (Billboard Indonesia Songs)                   | 11               |
| Singapur (RIAS)                                         | 12               |
| Estados Unidos (Billboard Hot Rock & Alternative Songs) | 38               |